# Theodore Paraskevakos
Theodore George "Ted" Paraskevakos ( em grego:  Θεόδωρος Παρασκευάκος; (Atenas, 25 de março de 1937) é um inventor e empresário greco-americano. Paraskevakos se formou no Colégio Superior de Eletrônicos na Grécia e serviu por 28 meses como instrutor de comunicações e eletrônica na Força Aérea Helênica. Ele participou de vários cursos de engenharia digital no Alabama e na Flórida.   

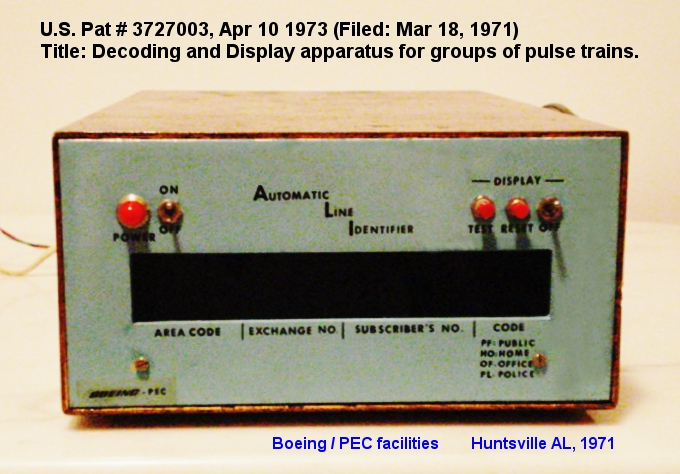
O primeiro receptor de identificação de chamadas

As invenções mais notáveis de Paraskevakos estão relacionadas à transmissão de dados eletrônicos por meio de linhas telefônicas, que formaram a base original do que hoje é conhecido como identificador de chamadas. Paraskevakos começou seu trabalho nessa área em 1968, enquanto trabalhava como engenheiro de comunicações na SITA e, desde então, emitiu mais de 20 patentes em todo o mundo com base nesta tecnologia.  

Seu transmissor  e receptor , que para muitos foram os protótipos dos smartphones  Paraskevakos possui mais de 50 patentes em todo o globo, incluindo um sistema de comunicação de alarme digital, que também abrange monitores cardíacos portáteis  aparelhos de leitura de medidores e gerenciadores de carga,  aparelho de comunicação entre estoque e produtos vendidos,  o sistema de estacionamento vertical , software de validação de moeda  e um método para identificação da moeda usada em atividades ilegais.  Ele fundou, entre outras empresas, Metretek, Inc., DataVend, Inc. e Intelligent Currency Validation Network, Inc.  